# B Lake
B Lake ist ein See bei Gogama in der kanadischen Provinz Ontario, rund 475 Kilometer nördlich von Toronto.
Der See ist 300 Meter lang, 140 Meter breit und liegt 371 Meter über dem Meeresspiegel.